# Бобрусь, Людмила Константиновна
Людмила Константиновна Бобрусь (Порадник, род. 11 января 1946, Киев) — советская гандболистка, двукратная олимпийская чемпионка. Выступала за «Спартак» (Киев).

## Достижения
- Заслуженный мастер спорта 1972
- Чемпионка Олимпийских игр 1976, 1980
- Серебряный призёр чемпионата мира 1975, 1978
- Бронзовый призёр чемпионата мира 1973
- Обладательница Кубка Европейских чемпионок
- Чемпионка СССР 1970—1980
- Победительница Спартакиады народов СССР 1971, 1975, 1979
- Орден «За заслуги» III ст. (1997)[1]